# Militärischer Gehorsam
Militärischer Gehorsam bezeichnet das i. d. R. gesetzlich verankerte Recht eines militärischen Vorgesetzten auf Ausführung eines von ihm an Unterstellte erteilten militärischen Befehls. In den deutschsprachigen Staaten ist durch Gesetze und die Prinzipien der Inneren Führung und Auftragstaktik dabei sowohl eine hohe unteilbare persönliche sittliche, rechtliche und fachliche Verantwortung des Befehlsgebenden als auch eine Beteiligung und selbständige Ausführungsgestaltung der Befehlsausführenden sichergestellt.

## Abgrenzung und Ursprung
Militärischer Gehorsam muss vom Kadavergehorsam unterschieden werden, bei dem der Gehorchende sich einem fremden Willen uneingeschränkt, wie ein willenloser Kadaver, unterwirft. Allerdings setzt die militärische Gehorsamspflicht der Willensfreiheit des Gehorchenden enge Grenzen. In § 1 des deutschen Soldatengesetzes heißt es: „Der Soldat muss seinen Vorgesetzten gehorchen. Er hat ihre Befehle nach besten Kräften vollständig, gewissenhaft und unverzüglich auszuführen“. Ausnahmen von dieser Verpflichtung betreffen lediglich Befehle bzw. Aufträge, die die Menschwürde verletzen, nicht zu dienstlichen Zwecken erteilt oder aber die Begehung einer Straftat bzw. einen schweren Verstoß gegen die Regeln des Völkerrechts zum Inhalt haben. Betrifft ein Befehl nur einen leichten Verstoß gegen das Völkerrecht oder auch einen Verstoß gegen Gesetze unterhalb der Schwelle einer Straftat, so muss der Befehl ausgeführt werden; die Verantwortung dafür liegt beim Befehlsgebenden. Idealerweise befolgt der Gehorchende indes einen fremden Willen einerseits aus eigener Einsicht und andererseits auf der Grundlage seines freien Entschlusses; doch auch wenn beides nicht gegeben ist, entbindet ihn das nicht von der Gehorsamspflicht.
Der Begriff des militärischen Gehorsams bezeichnet nicht bloß äußerliche Handlungen, wie die Ausführung eines konkreten Befehls, sondern vor allem die innere Haltung. Dringend anzustreben ist ein gegenseitiges Vertrauen zwischen dem Befehlenden und dem Ausführenden, insbesondere im Hinblick auf die traditionell in den deutschsprachigen Armeen praktizierte Auftragstaktik. Bei diesem Führungsstil wird dem Untergebenen die Vorgehensweise und die Art der Umsetzung nicht in allen Einzelheiten wie bei der Befehlstaktik befohlen, sondern der Auftrag als ein zu erreichendes Ziel formuliert. Um dies zu erreichen, handelt der Untergebene selbständig im Sinne des Befehlenden, um den ihm übertragenen Auftrag auszuführen, wobei er im Einzelfall auch in Eigeninitiative von der buchstabengetreuen Befolgung einer Anweisung abweichen muss.
Militärischer Gehorsam ist ambivalent und wertneutral. Die Bedeutung muss im Kontext der Umstände betrachtet werden. Militärischer Gehorsam kann unter den Bedingungen einer menschenverachtenden Diktatur und in einer Demokratie zu völlig unterschiedlichen Ergebnissen führen.

## Schweiz und Österreich
Auch in der Schweizer Armee ist das Führen durch Auftrag im Dienstreglement der Armee Art. 10 und 11 als Standard festgelegt. Die Gehorsamspflicht ist im selben Reglement in Art. 80 (Gehorsam) thematisiert. Hier wird auch festgelegt, dass ein Befehl nicht auszuführen ist, wenn er gegen das Völkerrecht oder das Strafrecht verstößt.
In der österreichischen Gesamten Rechtsvorschrift für Allgemeine Dienstvorschriften für das Bundesheer findet sich in § 7,1–2 eine der bundesdeutschen sehr ähnliche Vorschrift, die die Gehorsamspflicht und ihre Grenzen festschreibt. Allerdings taucht der Begriff Führen durch Auftrag bzw. Auftragstaktik nicht auf; dafür ist als § 7,4 ein eigener Absatz eingefügt, der das selbständige Abändern von Befehlen durch den Ausführenden in bestimmten Situationen festlegt.